# کویاتونوویتسه
کویاتونوویتسه (به لهستانی:  Kwiatonowice) یک روستا در لهستان است که در گمینا گورلیتسه واقع شده‌است.
 کویاتونوویتسه  ۶۱۰ نفر جمعیت دارد و ۴۲۲ متر بالاتر از سطح دریا واقع شده‌است.